# 조상재
조상재는 대한민국의 가수다.

## 방송
- 보컬플레이 2 (2019) - Top33(27위)

## 음반
- Fall in love (2020)

## 피처링
- Dizzle <향수> (2021)

## 수상
- 한양가요제 준우승 (2018)
- 오디션 아티스트 빅리그 준결승 진출 (2018)
- 케이아트콘텐츠 주최 크러쉬온더보이스 우승 (2018)
- 코믹콘 복면가요제 우승 (2019)